# The Devil Ororon
The Devil Ororon är en mangaserie av Hakase Mizuki från 1998.

## Handling
Chiaki, en flicka som är dotter till en ängel och en människa och därför jagad av både himlen och helvetet, hittar en dag en sårad man på gatan. Han visar sig vara djävulen Ororon. Som tack för hjälpen får Chiaki en önskan. Utan tvekan säger hon "Stanna hos mig för alltid!" Ororon gör som hon säger och de börjar leva tillsammans. Men de är jagade, hon för att hon är resultatet på ett förbjudet förhållande, och han för att han är djävulskungen och utsatt för intriger från sina bröder och undersåtar. Kan de överleva tillsammans när de är så olika?